# Sommet Rond
Sommet Rond är ett berg i Kanada.   Det ligger i provinsen Québec, i den sydöstra delen av landet, 250 km öster om huvudstaden Ottawa. Toppen på Sommet Rond är 952 meter över havet.
Terrängen runt Sommet Rond är huvudsakligen kuperad. Runt Sommet Rond är det mycket glesbefolkat, med 7 invånare per kvadratkilometer.. Närmaste större samhälle är Sutton, 5,7 km väster om Sommet Rond.
I omgivningarna runt Sommet Rond växer i huvudsak lövfällande lövskog.